# مدینه السلام (سوریه)
مدینه السلام یک شهر در سوریه است که در استان قنیطره واقع و توسط اسرائیل پس از حملات گسترده به این کشور، اشغال شده است. این شهر ۱٫۹ کیلومتر مربع مساحت و ۴٬۵۰۰ نفر جمعیت دارد و ۹۳۵ متر بالاتر از سطح دریا واقع شده است.
وهي تحت السيطرة الإسرائيلية منذ ديسمبر 2024.

## تاریخچه نام
این شهر تا زمان سوریه بعثی مدینه البعث نام داشت که پس از سقوط این رژیم، نام این شهر به مدینه السلام تغییر یافت.